# Perzeidi
Perzeidi (v ljudskem izročilu tudi Solze svetega Lovrenca) so bogat meteorski roj, ki so ostanek kometa Swift-Tuttle. Meteorji se imenujejo Perzeidi po radiantu, ki leži v ozvezdju Perzeja.

## Etimologija
Ime v grški mitologiji izvira iz besede Perseidai (Grško: Περσείδαι), sina Perzeja.

## Značilnosti
Oblak teh delcev, imenovan Perzeidni oblak, se razteza po vsej orbiti kometa Swift-Tuttle. Oblak sestoji iz delcev, ki jih je odvrgel komet na svojem 133-letnem obhodu. Veliko delcev je bilo del oblaka že več kot tisoč let. Nekaj delcev pa je kljub temu še mladih, ko jih je komet odvrgel na svojem obhodu leta 1865. Včasih nam lahko pripravijo pravi mali izbruh pred vrhuncem. Dimenzije orbite in tudi oblaka se gibljejo med 0,1 AU počez v bližini Zemlje in 0,8 AU vstran nje.
Meteorski dež je viden že v sredini julija, največji izbruh pa dosežejo med 9. in 14. avgustom, odvisno od lokacije oblaka. Na dan izbruha se lahko na uro vidi tudi 60 meteorjev ali več. Lahko se vidijo po celem nebu, a ker je njihov radiant v Perzeju (na severni nebesni polobli), se jih največ lahko vidi severno od ekvatorja. Kot ponavadi, se meteorje vidi največ zjutraj pred zoro. Četudi večina meteorjev prileti med zoro in poldnevom, takrat zaradi Sonca niso vidni. Nekateri so vidni tudi zvečer, ko priletijo v atmosfero pod kotom in pustijo za sabo dolgo svetle repe, včasih pa lahko nastane tudi bolid. Večina Perzeidov zgori v atmosferi nekje 80 km visoko.
| Leto | Perzeidi aktivni med   | Vrhunec roja |
| ---- | ---------------------- | --- |
| 2018 | 17. julij - 24. avgust | 11.-13. avgust (ZHRmax 60)                                                                                             |
| 2017 | 17. julij - 24. avgust | 12. avgust |
| 2016 | 17. julij - 24. avgust | 11.-12. avgust (ZHRmax 150)                                                                                            |
| 2015 | 17. julij - 24. avgust | 12.-13. avgust (ZHRmax 95) (polna luna 14. avgusta)                                                                    |
| 2014 | 17. julij - 24. avgust | 13. avgust (ZHRmax 68) (polna luna 10. avgusta)                                                                        |
| 2013 | 17. julij - 24. avgust | 12. avgust (ZHRmax 109)                                                                                                |
| 2012 | 17. julij - 24. avgust | 12. avgust (ZHRmax 122)                                                                                                |
| 2011 | 17. julij - 24. avgust | 12. avgust (ZHRmax 58) (polna luna 13. avgusta)                                                                        |
| 2010 | 23. julij - 24. avgust | 12. avgust (ZHRmax 142)                                                                                                |
| 2009 | 14. julij - 24. avgust | 13. avgust (ZHRmax 173) (pričakovan vrhunec naj bi dosegel 173, a so bili šibkejši meteorji nevidni zaradi mlade lune) |
| 2008 | 25. julij - 24. avgust | 13. avgust (ZHRmax 116)                                                                                                |
| 2007 | 19. julij - 25. avgust | 13. avgust (ZHRmax 93)                                                                                                 |
| 2006 | ?                      | 12.-13. avgust (ZHRmax 100)                                                                                            |
| 2005 | ?                      | 12. avgust (ZHRmax 90)                                                                                                 |
| 2004 | ?                      | 12. avgust (ZHRmax > 200)                                                                                              |
| 1994 | ?                      | (ZHRmax >200) |
| 1993 | ?                      | (ZHRmax 200–500) |
| 1992 | ?                      | Avgustovski izbruh manjši zaradi polne lune dne 13. avgusta.                                                           |
| 1883 | 9. avgusta ali prej    | 11. avgust (ZHRmax 43)                                                                                                 |
| 1864 | ?                      | (ZHRmax >100) |
| 1863 | ?                      | (ZHRmax 109–215) |
| 1861 | ?                      | (ZHRmax 78–102) |
| 1858 | ?                      | (ZHRmax 37–88) |
| 1839 | ?                      | (ZHRmax 165) |